# Heavy Object
Heavy Object (ヘヴィーオブジェクト?, Hevī Obujekuto) è una serie di light novel scritta da Kazuma Kamachi e illustrata da Ryō Nagi, edita da ASCII Media Works, sotto l'etichetta Dengeki Bunko, da ottobre 2009. Un adattamento manga è stato serializzato sulle riviste Dengeki Black Maoh e Dengeki Maoh sempre di ASCII Media Works tra dicembre 2009 e febbraio 2011, mentre altri due manga, intitolati Heavy Object S ed Heavy Object A, hanno ottenuto entrambi la serializzazione sul Dengeki Maoh rispettivamente nel dicembre 2011 e nel febbraio 2015. Un adattamento anime, prodotto da J.C.Staff e acquistato in Italia da Yamato Video, è stato trasmesso in Giappone tra il 2 ottobre 2015 e il 25 marzo 2016.

## Trama
In un prossimo futuro, lo scoppio della terza guerra mondiale trascina tutte le nazioni della Terra in un conflitto senza fine, durante il quale vengono alla luce delle nuove, gigantesche armi da combattimento, identificate come Object. L'utilizzo sempre più massiccio degli Object rende le armi convenzionali, e persino quelle nucleari, ormai obsolete, e con la scomparsa delle Nazioni Unite le guerre, combattute ora da macronazioni dagli sconfinati domini, si sono ridotte a singoli duelli tra Object, in cui il resto delle forze armate svolge un semplice ruolo di "aiutanti", o persino di semplici spettatori.
La storia ruota attorno alle vicende di Milinda Brantini, pilota dell'Object di prima generazione Baby Magnum, e dei suoi compagni di avventure, Qwenthur e Havia, nella loro lotta per difendere la propria nazione e nel contempo allargare i suoi domini in un susseguirsi di pericolose missioni.

## Personaggi
Qwenthur Barbotage (クウェンサー＝バーボタージュ?, Kuwensā Bābotāju)
Doppiato da: Natsuki Hanae
Uno studente facente parte del 37º Battaglione Mobile del Regno Legittimo, entrato nelle forze armate per studiare gli Object e diventarne un progettista. Riflessivo e intelligente, pur detestando combattere, il suo elevato senso del dovere e l'attaccamento ai propri compagni lo portano spesso a gettarsi nel mezzo dell'azione, sfruttando la sua elevata intelligenza e le sue abilità strategiche per togliersi anche dalle situazioni più complicate. Avendo dimostrato che gli Object possono essere distrutti con mezzi convenzionali, lui e il suo amico Havia vengono assegnati al gruppo di Milinda in qualità di sabotatori, con il compito di condurre missioni, il più delle volte molto pericolose, per assistere la ragazza nei suoi combattimenti.
Havia Winchell (ヘイヴィア＝ウィンチェル?, Heivia Wincheru)
Doppiato da: Kaito Ishikawa
Il migliore e peggiore amico di Qwenthur. Proveniente da una famiglia nobile, è entrato nell'esercito per poter dimostrare di esserne il degno successore. A differenza di Qwenthur, cerca in ogni modo di tenersi lontano dai pericoli, finendo poi però per essere quasi sempre coinvolto dai colpi di testa dell'amico. Nonostante ciò, quando viene chiamato in causa, sa dimostrarsi un soldato affidabile e molto competente. Donnaiolo dichiarato, pur essendo fidanzato con l'erede di una nobile famiglia, dimostra in più occasioni di voler entrare in intimità con altre ragazze, ma fino ad ora tutti i suoi tentativi si sono conclusi con un doloroso buco nell'acqua.
Milinda Brantini (ミリンダ＝ブランティーニ?, Mirinda Burantīni)
Doppiata da: Eri Suzuki
Milinda, spesso soprannominata "principessa", è l'Élite dell'Object di prima generazione del Regno Legittimo soprannominato Baby Magnum. Dopo essere stata salvata da Qwenthur e Havia in Alaska, Milinda fa rapidamente amicizia con i due soldati e fornisce felicemente tutto il supporto possibile per le loro missioni all'interno del Baby Magnum. Viene inteso che abbia una cotta per Qwenthur.
Frolaytia Capistrano (フローレイティア＝カピストラーノ?, Furōreitia Kapisutorāno)
Doppiata da: Shizuka Itō
Frolaytia è la comandante severa e senza cuore di Qwenthur e Havia. È spesso felice di gettare i due in missioni estremamente pericolose ed è pronta a punirli per qualsiasi disobbedienza. Tuttavia, si prende segretamente cura di loro e fa tutto il possibile per assicurarsi che completino le loro missioni e sopravvivano. La ragione per cui è entrata nell'esercito è perché vuole evitare un matrimonio combinato con una lunga lista di pretendenti che vogliono usarla per garantirsi un erede maschio, a causa di questa particolarità della sua famiglia.

### Regno Legittimo
Ayami Cherryblossom (アヤミ＝チェリーブロッサム?, Ayami Cherīburossamu)
Doppiata da: Mari Yokoo
La capo meccanico che supervisiona Milinda e il Baby Magnum, oltre che insegnante di Qwenthur per quanto riguarda le meccaniche degli Object.
Flide (フライド?, Furaido)
Doppiato da: Ryūsuke Ōbayashi
Un consigliere del Regno Legittimo a capo della divisione di addestramento degli Élite. Crede che l'attuale stato di conflitto nel mondo attraverso gli Object sia la situazione più stabile tra le quattro potenze, quando in realtà è solo una scusa per i propri interessi, vedendo Qwenthur e Havia come un potenziale pericolo in grado di ribaltare gli equilibri del mondo.
Seawax (シーワックス?, Shīwakkusu)
Doppiato da: Rikiya Koyama
Un ex soldato, divenuto fotografo dei campi di battaglia, che crede che gli Object abbiano tolto l'importanza ai soldati. Durante un'operazione congiunta tra il Regno Legittimo e l'Unione informatica nello Stato dell'Oceania, spara a dei soldati del movimento dittatoriale per far valere le proprie capacità, col solo risultato di far scatenare un massacro in un villaggio. Rendendosi conto della gravità delle proprie azioni, aiuta Qwenthur e Havia nella loro missione in modo da riscattarsi.
Vanderbilt (バンダービルト?, Bandābiruto)
Doppiata da: Maaya Uchida
La promessa sposa di Havia proveniente da una famiglia rivale. Anche se Havia sembra comportarsi in modo freddo nei suoi confronti, si prende davvero cura di lei e le tiene davvero molto, come durante "La battaglia per la supremazia in Antartide". Anche se le loro famiglie sono contrarie al loro fidanzamento, Havia ha in programma di porre fine alla faida una volta aver preso il controllo della famiglia Winchell.
Halreed Copacabana (ハルリード＝コパカバーナ?, Harurīdo Kopakabāna)
Doppiato da: Ryota Takeuchi
Halreed è un ufficiale del 52º Battaglione di manutenzione mobile e il pilota dell'Object Bright Hopper. Assegnato in una missione collaborativa con il 37º Battaglione per sconfiggere il Rizolette del Conglomerato Mass Driver, viene ferito dopo che il suo Object viene distrutto da un colpo di Rail Gun del nemico. Essendo un nobile di alto rango, Halreed è uno dei migliori pretendenti di Frolaytia in modo da avere un erede maschio, ma ha annullato ogni rapporto con lei dopo che Qwenthur lo ha ingannato facendogli credere che Frolaytia avesse una relazione illecita con lui.
Bilany Saronno (バイラニー＝サローノ?, Bairanī Sarōno)
Doppiata da: Minami Takahashi
Un membro del 52º Battaglione di manutenzione mobile, disposta a tutto pur di raggiungere i propri obbiettivi, compreso sacrificare gli abitanti delle zone bianche solo perché non appartengono al Regno Legittimo, come quando cerca di far saltare la diga di Iguazu per distruggere il Rizolette del Conglomerato Mass Driver in modo da vendicare la presunta morte del suo superiore Halreed.
Staccato Raylong (スタッカート＝レイロング?, Stakkāto Reirongu)
Doppiato da: Shinobu Matsumoto
Un pilota di jet da combattimento con il nome in codice di "Burning Alpha". Durante una missione nell'abbandonata Amazon City assiste Qwenthur nel liberare il Baby Magnum dalle macerie.
Charlotte Zoom (シャルロット＝ズーム?, Sharurotto Zūmu)
Doppiata da: Saori Ōnishi
Un membro delle Uniformi nere, incaricati di sorvegliare le attività dei soldati, che si interessa a Qwenthur dopo averne sentito parlare. Si unisce alla squadra di Qwenthur durante una missione in Camciacta dove rimangono quasi uccisi a causa della spia Nutsray.
Myonri (ミョンリ?, Myonri)
Doppiata da: Kaede Hondo
Myonri è una soldatessa assegnata alla squadra di Havia durante la missione in Camciacta che prevedeva l'infiltrazione in una struttura radar. Sopravvive al fallito tentativo di sabotare l'Archangel della Società della Fede e torna alla base con Havia, Qwethur e Charlotte.
Westy (ウェスティ?, Wesuti)
Doppiata da: Yuna Yoshino
Westy è una soldatessa assegnata alla squadra di Havia durante la missione in Camciacta, dove rimane uccisa insieme a Cookman durante un tentativo fallito di sabotare l'Archangel della Società della Fede.
Charles (チャールズ?, Chāruzu)
Doppiato da: Daiki Yamashita
Charles è il timido esperto di tecnologia militare assegnato alla squadra di Qwenthur durante una missione in Camciacta che prevedeva l'hacking di droni UAV appartenenti alla Società della Fede. Viene ucciso da Nutsray che tradisce il gruppo.
Cookman (クックマン?, Kukkuman)
Doppiato da: Kaku Yamamoto
Cookman è un soldato assegnato alla squadra di Havia durante la missione in Camciacta, dove rimane ucciso insieme a Westy durante un tentativo fallito di sabotare l'Archangel della Società della Fede.

### Unione Informatica
Lendy Farolito (レンディ＝ファロリート?, Rendi Farorīto)
Doppiata da: Rina Satō
Lendy è il tenente colonnello dell'Unione Informatica al comando degli Sky Dog(br) 3rd C.E.B., un'unità affiliata al Gatling 033. Si interessa a Qwenthur dopo il suo confronto con Ohoho.
Ohoho (おほほ?)
Doppiata da: Hisako Kanemoto
Ohoho è il nome in codice dato dal Regno Legittimo per la pop idol e pilota dell'Object Gatling 033. Durante l'operazione congiunta in Oceania si attira subito le ire di Milinda in quanto interessata a Qwenthur, per poi rincontrarsi come nemici in Alaska, dove Qwenthur riesce a entrare nella sua cabina di guida e scopre che il suo vero aspetto è quella di una bambina, mascherato da una manipolazione dello schermo di comunicazione. Dopo questo confronto sembra aver sviluppato una cotta per Qwenthur, desiderandolo persino come suo manutentore personale.
Wydine Uptown (ワイディーネ＝アップタウン?, Waidīne Apputaun)
Doppiata da: Satomi Arai
Capo di una squadra intelligence degli Sky Dog(br) 3rd C.E.B. che agisce sotto copertura come un gruppo mercenario affiliato alla Corporazione Capitalista denominato Battlefield Cleanup Service. Viene convinta da Qwenthur ad aiutarlo nella battaglia dell'Isola Victoria con i diamanti che ha trovato nella miniera durante la missione in Camciacta.
Charm (チャーム?, Chāmu)
Doppiata da: Mari Nakatsu
Un membro degli Sky Dog(br) 3rd C.E.B. sotto Wydine.
Lemish (レミッシュ?, Remisshu)
Doppiata da: Juri Kimura
Un membro degli Sky Dog(br) 3rd C.E.B. sotto Wydine.

### Corporazione Capitalista
Buffer Planters (バッファ＝プランターズ?, Baffa Purantāzu)
Doppiato da: Takayuki Sugō
Un ufficiale militare della Corporazione Capitalista. Con molta autorità per quanto riguarda i satelliti militari e le stazioni spaziali, Buffer fu la forza trainante della decisione della Corporazione di usare elevatori spaziali laser per gli spostamenti in massa, in particolare per le residenze di villeggiatura sulla Luna.

### Società della Fede
Klondike (クロンダイク?, Kurondaiku)
Doppiato da: Shinpachi Tsuji
Una figura religiosa della Società della Fede con una filosofia che prevede la non-violenza, non-conformità e non-resistenza, ottenendo diversi sostenitori in tutte e quattro le potenze. Tuttavia, questa sua ideologia era considerata problematica dalla Società della Fede, in modo tale che avrebbero preferito non averlo nel loro paese d'origine, ma la sua influenza avrebbe portato a un incidente internazionale se fosse stato ucciso. Neanche le altre potenze lo vogliono sul loro territorio, ma decisero di alternarselo a condizione che se ne andasse il più presto possibile, facendo sì che Klondike passasse tra di loro come nel gioco dell'Asino. Appare solo nell'anime.

### Conglomerato Mass Driver
Sladder Honeysuckle (スラッダー＝ハニーサックル?, Suraddā Hanīsakkuru)
Doppiato da: Yoshimasa Hosoya
Un progettista di Object e consulente del Conglomerato Mass Driver. Possiede una specie di genio contorto, usando argomentazioni logiche e ben ragionate per realizzare idee anormali. Ha un interesse nel distruggere la teoria affermata della guerra determinata dagli Object. Viene catturato da Qwenthur ad Amazon City e portato come prigioniero di guerra nel Regno Legittimo.

### 24º Battaglione di manutenzione mobile
Nutsray (ナッツレイ?, Nattsurei)
Doppiato da: Yasuaki Takumi
Una spia del 24º Battaglione di manutenzione mobile infiltratosi nel 37° come studente sul campo di battaglia, con il compito di far procedere l'operazione in Camciacta per far sì che la miniera dove si sono rifugiati dei pacifisti della Società della Fede venga distrutta, in modo da inasprire i rapporti con il Regno Legittimo. Riesce a uccidere Charles e quasi Qwenthur e Charlotte, per poi riaffrontarli all'interno della miniera usando un powered suit, finendo per essere crivellato da pezzi di diamante fatti esplodere da Qwenthur.
Prizewell City Slicker (プライズウェル＝シティ＝スリッカー?, Puraizuweru Shiti Surikkaa)
Doppiato da: Katsuyuki Konishi
Un membro del 24º Battaglione di manutenzione mobile ed Élite dell'Indigo Plasma. È un nobile che si definisce difensore del lignaggio e attivista del linguaggio, quando in realtà presenta un carattere fortemente discriminatorio, vedendo l'uso della lingua straniera nel Regno Legittimo come una forma stagnante del progresso. Viene ucciso sull'Isola Victoria grazie agli sforzi di Qwenthur e del Battlefield Cleanup Service.

### Altri
Monica (モニカ?, Monika)
Doppiata da: Rumi Ōkubo
Monica è una idol e reporter sul campo di battaglia del CS Military Channel. È la figlia viziata di una ricca famiglia nobile, prima che perdessero tutto e accettassero rifugio dal padre di Qwenthur, nascondendosi nella loro cantina. La sua posizione di reporter è stata stabilita da Qwenthur stesso.
Shikibu (モニカ?)
Doppiata da: Ikumi Hayama
Shikibu è la figlia di Ayami Cherryblossom, emigrata insieme alla madre e al marito Iekazu dalla Corporazione Capitalista verso il rifugio di immigrati dell'Isola Victoria del Regno Legittimo, dove ha avuto una figlia di nome Orihime.
Iekazu (イエカズ?)
Doppiato da: Junichi Yanagita
Iekazu è il marito di Shikibu.
Orihime (オリヒメ?)
Doppiata da: Ikumi Hayama
Orihime è la figlia di Shikibu.

## Object
Gli Object (オブジェクト?, Obujekuto) sono macchine da combattimento corazzate che possiedono capacità offensive e difensive di gran lunga superiori rispetto ai veicoli e alle armi convenzionali. La composizione dei sistemi di armi, la difesa e la mobilità variano a seconda delle loro caratteristiche individuali. Tuttavia, tutti gli Object superano di gran lunga gli eserciti e le armi normali con la loro capacità di decimare un'intera base in breve tempo. Progettati per la prima volta da una nazione insulare nell'arcipelago giapponese, grazie al loro potenziale bellico sono stati in grado di cambiare le regole della guerra, con la responsabilità di eliminare le minacce e risolvere i conflitti. Di conseguenza, la guerra si è trasformata in una semplice attività che coinvolge gli Object, i quali attaccano obiettivi designati e compiono missioni senza (quasi) produrre vittime, con la maggior parte delle battaglie svolte solo tra gli Object dei rispettivi schieramenti mentre le altre unità forniscono supporto; inoltre, pur di non cedere informazioni sul loro modello, quando vengono resi inermi gli Object sono programmati per autodistruggersi dopo aver espulso il proprio Élite. Mentre ogni Object è progettato in modo univoco, quasi tutti hanno un corpo principale sferico gigante formato da diversi strati di metallo formati da materiale conduttivo e isolante per il trasporto dell'energia, in grado di resistere anche a un attacco nucleare, che contiene la cabina di pilotaggio e il reattore, sistemi di propulsione elettrostatici e dozzine di potenti armi posizionate sulla sfera, che vanno da Coil Gun, Rail Gun e laser.
- Bambino (子?, Ko): il primo Object a essere stato creato, chiamato così per via dell'ideogramma raffigurato sulla parte sinistra; nell'anime viene identificato come PO o Prototype Object, mentre nella light novel Rat branch. La sua arma principale è un cannone posto alla sua sinistra in grado di sparare un raggio laser e un guscio di metallo.
- Baby Magnum (ベイビーマグナム?, Beibīmagunamu): un Object di prima generazione del Regno Legittimo pilotato da Milinda Brantini. È un Object multiruolo, in grado di operare su qualsiasi tipo di terreno, anche se non all'altezza di quelli specializzati. La sua arma principale sono sette braccia poste dietro la sfera che sorreggono enormi cannoni, capaci di sparare diverse tipologie di colpi grazie a dei caricatori a tre canne.
- Prometheus (プロメテウス?, Purometeusu): un Object di seconda generazione della Società della Fede, conosciuto nel Regno Legittimo come Water Strider (ウォーターストライダー?, U~ōtāsutoraidā) per via dei suoi movimenti fluidi, dovuti alle quattro gambe dotate di un sistema di propulsione a elettricità statica, simili a un ragno acquatico, rendendolo idoneo in scenari con ghiaccio e neve. La sua arma principale sono quattro coppie di cannoni al plasma a bassa stabilità presenti nella parte anteriore, posteriore, sinistra e destra, consentendogli di sparare in qualsiasi direzione. È il primo Object a essere distrutto da Qwenthur e Havia.
- Tri-Core (トライコア?, Toraikoa): un Object di seconda generazione senza alcuna affiliazione, specializzato nel combattimento navale e usato come impianto mobile di trivellazione petrolifera. A differenza degli altri Object è formato da tre reattori collegati da dei giganteschi ponti a mo' di triangolo equilatero, dotato, inoltre, di un magazzino per rifornirsi autonomamente e tre shark anchor poste sotto il livello del mare che funzionano da motore idrico e ne regolano il baricentro. La sua arma principale è una Rail Gun posizionata su ciascun reattore.
- Gatling 033 (ガトリング033?, Gatoringu 033): un Object di seconda generazione dell'Unione Informatica pilotato da Ohoho, conosciuto nel Regno Legittimo come Rush (ラッシュ?, Rasshu) per via dei motori a cuscino d'aria supportati da dei cingoli che gli fanno guadagnare una spinta istantanea; nella Corporazione Capitalista è conosciuto come Henrietta (アンリエッタ?, Anrietta). L'Object è inoltre dotato di un'IA chiamata Juliet in grado di pilotarlo autonomamente, e grazie all'assistenza di Ohoho che corregge eventuali errori e bug durante i combattimenti può operare al massimo delle sue statistiche. La sua arma principale sono due pistole gatling a raggio sequenziali posizionate sui cingoli laterali.
- Generazione 0.5 (0.5世代?, 0.5 Sedai): un modello obsoleto di Object sviluppato da una nazione militare in Oceania e pilotato dal suo dittatore. È in grado di spostarsi su quattro sistemi di cingoli e la sua arma principale è una Coil Gun di grosso calibro posizionata sulla parte destra. In seguito si scopre che è stato costruito basandosi sui dati del Gatling 033 dell'Unione Informatica donati da un'agenzia di intelligence chiamata MIP.
- Exact Javelin (イグザクトジャベリン?, Iguzakutojaberin): un Object di seconda generazione sviluppato da Flide per il Regno Legittimo. La sua arma principale è un cannone laser in grado di sparare senza che si vedano i tempi di preparazione, e di deformare la luce con cavi polarizzanti, curvando il percorso del raggio laser attraverso l'aria fino a colpire il nemico; la luce polarizzata viene anche utilizzata per interferire con il sistema di mira del nemico. Tuttavia, il cannone laser risulta essere più debole di uno standard.
- Bright Hopper (ブライトホッパー?, Buraitohoppā): un Object di seconda generazione del Regno Legittimo pilotato da Halreed Copacabana. Grazie alle tre gambe posteriori, simili a quelle di una cavalletta, è in grado di calciare il terreno per muoversi a velocità elevate, cosa che rispecchia l'ideologia del combattimento di Halreed secondo cui bisogna attaccare frontalmente e perforare il nemico. La sua arma principale sono quattro cannoni laser a corto raggio, e proprio per questa caratteristica se ne serve per finire gli Object che ha immobilizzato con i laser secondari.
- Rizolette (リゾレッテ?, Rizorette): un Object di seconda generazione del Conglomerato Mass Driver, conosciuto nel Regno Legittimo come Break Carrier (ブレイクキャリアー?, Bureikukyariā) per via della sua enorme potenza distruttiva. Il suo aspetto inusuale comprende tre gambe che sorreggono il corpo sferico, le cui estremità hanno assi a forma di sci per scivolare dolcemente sul terreno, e il grosso cannone Rail Gun, lungo il doppio della sfera principale, attaccato al lato destro e supportato da un bipiede in grado di sparare un proiettile che si divide in tre missili, i quali usano la stessa atmosfera, insieme a un sistema di fotoni che interagisce con le molecole dell'aria, per ricalibrare la curvatura dei colpi e scagliarli a piena potenza; oltre a ciò presenta dei grossi lanciamissili.
- Archangel (アークエンジェル?, Ākuenjeru): un Object di seconda generazione della Società della Fede, conosciuto nel Regno Legittimo come Wing Balancer (ウィングバランサー?, U~ingubaransā) per via delle venti gambe divise in due cerchi concentrici, dotate di un sistema di propulsione a cuscini d'aria che gli permettono di sollevarsi da terra e, tramite un sistema di lenti, calibrare il punto dove atterrare, cosa che gli permette anche di spostarsi sia sul mare che sulla terra. La sua arma principale è un Coil Gun di piccolo calibro a lungo raggio ed elevata precisione.
- Indigo Plasma (インディゴプラズマ?, Indigopurazuma): un Object di seconda generazione del Regno Legittimo pilotato da Prizewell City Slicker, conosciuto nella Corporazione Capitalista come Lily Maria (リリイマリア?, Riryimaria). Come suggerisce il nome, l'Indigo Plasma è armato con due cannoni al plasma a bassa stabilità. È abbastanza potente da solo, ma il 24º Battaglione ha messo insieme delle tattiche che includono la collaborazione con unità fantocce controllate da un'IA strategica, sviluppata in segreto da Prizewell dopo averne rubato informazioni sulla ricerca all'Unione Informatica, che le controlla, e sono supportati da soldati e veicoli equipaggiati con armi che diffondono un gas speciale usato per i cannoni al plasma in modo da generare esplosioni termiche, dando così all'Object la capacità di attaccare un nemico da un punto cieco. I modelli fittizi sono armati con un solo cannone al plasma e utilizzano galleggianti a forma di triangolo isoscele per muoversi lungo il mare e un dispositivo di propulsione elettrostatica per muoversi a terra. Tuttavia, non si trattano di veri Object ma modelli inferiori persino al Generazione 0.5 e le altre armi sono solo decorazioni, poiché il loro reattore riesce a malapena a far sparare il cannone principale. L'armatura utilizza una combinazione a due strati formata da acciaio e ceramica, decisamente più debole di quella di un normale Object e suscettibile a enormi scambi di temperatura che possono portare alla completa distruzione dell'unità.
- Snow Quake (スノウクエイク?, Sunoukueiku): un Object di seconda generazione del Regno Legittimo specializzato su terreni nevosi grazie alle sue otto gambe. La sua arma principale sono due paia di tre cannoni posti ai lati.
- Active Sledge (アクティブスレッジ?, Akutibusurejji): un Object anfibio di seconda generazione del Regno Legittimo, progettato per invasioni in aree marittime con ghiaccio spesso. Oltre al suo cannone principale, possiede una potente attrezzatura per rompere il ghiaccio, come lame, catene rotanti e una picca.

## Media

### Light novel
La serie è stata scritta da Kazuma Kamachi con le illustrazioni di Ryō Nagi. Il primo volume è stato pubblicato da ASCII Media Works, sotto l'etichetta Dengeki Bunko, il 10 ottobre 2009 e al 7 dicembre 2018 ne sono stati messi in vendita in tutto sedici.
| Nº | Titolo italiano (traduzione letterale) Giapponese 「Kanji」 - Rōmaji | Data di prima pubblicazione              | Data di prima pubblicazione |
| Nº | Titolo italiano (traduzione letterale) Giapponese 「Kanji」 - Rōmaji | Giapponese                               |                             |
| 1  | — | 10 ottobre 2009 ISBN 978-4-04-868069-1   |                             |
| 2  | La guerra di reclutamento 「採用戦争」 - Saiyō sensō | 10 giugno 2010 ISBN 978-4-04-868594-8    |                             |
| 3  | L'ombra dei giganti 「巨人達の影」 - Kyojintachi no kage | 10 novembre 2010 ISBN 978-4-04-870051-1  |                             |
| 4  | Il tesoro matematico-elettrico 「電子数学の財宝」 - Denshi sūgaku no zaihō                                                                                              | 10 settembre 2011 ISBN 978-4-04-870549-3 |                             |
| 5  | Il festival della morte 「死の祭典」 - Shi no saiten | 10 novembre 2011 ISBN 978-4-04-870997-2  |                             |
| 6  | La strada per la terza generazione 「第三世代への道」 - Daisansedai e no michi                                                                                          | 10 giugno 2012 ISBN 978-4-04-886624-8    |                             |
| 7  | La polizia fantasma 「亡霊達の警察」 - Bōrei-tachi no keisatsu | 9 novembre 2013 ISBN 978-4-04-866080-8   |                             |
| 8  | Il dominatore del 70% 「七〇%の支配者」 - Nana rei-pāsento no shihaisha                                                                                                 | 8 marzo 2014 ISBN 978-4-04-866379-3      |                             |
| 9  | Soccorso a 195 gradi sotto zero 「氷点下一九五度の救済」 - Hyōtenka ichikyūgodo no kyūsai                                                                               | 10 aprile 2015 ISBN 978-4-04-865064-9    |                             |
| 10 | Gli Dei Esterni 「外なる神」 - Sotonarukami | 10 ottobre 2015 ISBN 978-4-04-865452-4   |                             |
| 11 | La formula chimica del sapore di vaniglia 「バニラ味の化学式」 - Banira aji no kagaku-shiki                                                                             | 10 febbraio 2016 ISBN 978-4-04-865764-8  |                             |
| 12 | La più piccola guerra 「一番小さな戦争」 - Ichiban chiisa na sensō | 10 settembre 2016 ISBN 978-4-04-892353-8 |                             |
| 13 | La storia della Cenerentola dell'area soggetta a restrizioni del nord 「北欧禁猟区シンデレラストーリー」 - Hokuō kinryō-ku shinderera sutōrī                            | 8 aprile 2017 ISBN 978-4-04-892835-9     |                             |
| 14 | L'abbandono del processo mentale più saggio 「最も賢明な思考放棄」 - Mottomo kenmei na shikō hōki                                                                       | 8 settembre 2017 ISBN 978-4-04-893331-5  |                             |
| 15 | L'abbandono del processo mentale più saggio #conclusione imprevedibile 「最も賢明な思考放棄 ＃予測不能の結末」 - Mottomo kenmei na shikō hōki #yosokufunō no ketsumatsu | 10 aprile 2018 ISBN 978-4-04-893787-0    |                             |
| 16 | Il camuffamento ingannevole di Qwenko 「欺瞞迷彩クウェン子ちゃん」 - Giman meisai Kuwenko-chan                                                                          | 7 dicembre 2018 ISBN 978-4-04-912207-7   |                             |

### Manga
Un adattamento manga di Shinsuke Inue è stato serializzato sulle riviste Dengeki Black Maoh e Dengeki Maoh di ASCII Media Works tra il 17 novembre 2009 e il 26 febbraio 2011. I vari capitoli sono stati raccolti in un unico volume tankōbon pubblicato il 27 maggio 2011.
| Nº | Data di prima pubblicazione | Data di prima pubblicazione | Data di prima pubblicazione |
| Nº | Giapponese                  | Giapponese                  |                             |
| -- | --------------------------- | --------------------------- | --------------------------- |
| 1  | 27 maggio 2011              | ISBN 978-4-04-870429-8      |                             |

Heavy Object S (ヘヴィーオブジェクトS?, Hevī Obujekuto S), disegnato da Sakae Saitō, è stato serializzato sempre sul Dengeki Maoh dal 27 dicembre 2011 al 27 giugno 2013. Tre volumi tankōbon sono stati pubblicati tra il 27 agosto 2012 e il 27 luglio 2013.
| Nº | Data di prima pubblicazione | Data di prima pubblicazione | Data di prima pubblicazione |
| Nº | Giapponese                  | Giapponese                  |                             |
| -- | --------------------------- | --------------------------- | --------------------------- |
| 1  | 27 agosto 2012              | ISBN 978-4-04-886818-1      |                             |
| 2  | 15 dicembre 2012            | ISBN 978-4-04-891249-5      |                             |
| 3  | 27 luglio 2013              | ISBN 978-4-04-891803-9      |                             |

Un altro adattamento manga di Sakae Saitō, annunciato nel 2014 insieme all'anime e intitolato Heavy Object A (ヘヴィーオブジェクトA?, Hevī Obujekuto A), è stato serializzato sul Dengeki Maoh dal 27 febbraio 2015 al 27 ottobre 2016. Il primo volume tankōbon è stato pubblicato il 26 settembre 2015, mentre il terzo e ultimo il 10 dicembre 2016.
| Nº | Data di prima pubblicazione | Data di prima pubblicazione | Data di prima pubblicazione |
| Nº | Giapponese                  | Giapponese                  |                             |
| -- | --------------------------- | --------------------------- | --------------------------- |
| 1  | 26 settembre 2015           | ISBN 978-4-04-865354-1      |                             |
| 2  | 9 aprile 2016               | ISBN 978-4-04-865923-9      |                             |
| 3  | 10 dicembre 2016            | ISBN 978-4-04-892508-2      |                             |

### Anime
Annunciato il 5 ottobre 2014 al festival autunnale di Dengeki Bunko, un adattamento anime di ventiquattro episodi, prodotto da J.C.Staff e diretto da Takashi Watanabe, è andato in onda dal 2 ottobre 2015 al 25 marzo 2016. Le sigle di apertura e chiusura sono rispettivamente One More Chance!! degli All Off e Dear Brave (ディアブレイブ?, Dia Bureibu) di Kano, sostituite dall'episodio tredici in poi da Never Gave Up sempre degli All Off e Unchanging Strength di Yuka Iguchi. In Italia la serie è stata trasmessa da Yamato Video prima in streaming sulla piattaforma web PlayYamato e poi in TV su Man-ga, mentre in America del Nord i diritti sono stati acquistati da Funimation.

#### Episodi
| Nº | Titolo italiano Giapponese 「Kanji」 - Rōmaji | In onda          | In onda          |
| Nº | Titolo italiano Giapponese 「Kanji」 - Rōmaji | Giapponese       | Italiano         |
| 1  | I soldati semplici che legano Gulliver - Battaglia sulla gelida neve dell'Alaska I 「ガリバーを縛る雑兵たち アラスカ極寒環境雪上戦Ⅰ」 - Garibā o shibaru zōhyō-tachi: Arasuka gokkan kankyō setsujō-sen I                                                         | 2 ottobre 2015   | 17 febbraio 2017 |
| 2  | I soldati semplici che legano Gulliver - Battaglia sulla gelida neve dell'Alaska II 「ガリバーを縛る雑兵たち アラスカ極寒環境雪上戦Ⅱ」 - Garibā o shibaru zōhyō-tachi Arasuka gokkan kankyō setsujō-sen II                                                        | 9 ottobre 2015   | 24 febbraio 2017 |
| 3  | I soldati semplici che legano Gulliver - Battaglia sulla gelida neve dell'Alaska III 「ガリバーを縛る雑兵たち アラスカ極寒環境雪上戦Ⅲ」 - Garibā o shibaru zōhyō-tachi Arasuka gokkan kankyō setsujō-sen III                                                      | 16 ottobre 2015  | 3 marzo 2017     |
| 4  | Pollicino corre per il giacimento di petrolio - Battaglia per impedire il passaggio per Gibilterra I 「親指トムは油田を走る ジブラルタル通行阻止戦Ⅰ」 - Oyayubitomu wa yuden o hashiru Jiburarutaru tsūkō soshi-sen I                                             | 23 ottobre 2015  | 10 marzo 2017    |
| 5  | Tom Thumb corre per il giacimento di petrolio - Battaglia per impedire il passaggio per Gibilterra II 「親指トムは油田を走る ジブラルタル通行阻止戦Ⅱ」 - Oyayubitomu wa yuden o hashiru Jiburarutaru tsūkō soshi-sen II                                           | 30 ottobre 2015  | 17 marzo 2017    |
| 6  | La guerra della cicala e della formica - L'invasione dello Stato militare dell'Oceania I 「蟻とキリギリスの戦争 オセアニア軍事国攻略戦Ⅰ」 - Ari to kirigisu no sensō Oseania gunji-koku kōryaku-sen I                                                             | 6 novembre 2015  | 24 marzo 2017    |
| 7  | La guerra della cicala e della formica - L'invasione dello Stato militare dell'Oceania II 「蟻とキリギリスの戦争 オセアニア軍事国攻略戦Ⅱ」 - Ari to kirigisu no sensō Oseania gunji-koku kōryaku-sen II                                                           | 13 novembre 2015 | 31 marzo 2017    |
| 8  | La guerra della cicala e della formica - L'invasione dello Stato militare dell'Oceania III 「蟻とキリギリスの戦争 オセアニア軍事国攻略戦Ⅲ」 - Ari to kirigisu no sensō Oseania gunji-koku kōryaku-sen III                                                         | 20 novembre 2015 | 7 aprile 2017    |
| 9  | In una corsa a ostacoli è normale sporcarsi di fango - La battaglia per la supremazia dell'Antartide 「障害物競走なら普通は泥まみれ 南極大陸制圧戦」 - Shōgaibutsu kyōsō nara futsū wa doro mamire Nankyoku Tairiku seiatsu-sen                                   | 27 novembre 2015 | 14 aprile 2017   |
| 10 | In una gara d'alpinismo a tre gambe si rischia la vita - Battaglia di bombardamento sui monti Iguazú I 「二人三脚登山は命懸けで イグアス山岳砲撃戦Ⅰ」 - Ninin sankyaku tozan wa inochigake de Iguasu sangaku hōgeki-sen I                                         | 11 dicembre 2015 | 21 aprile 2017   |
| 11 | In una gara d'alpinismo a tre gambe si rischia la vita - Battaglia di bombardamento sui monti Iguazú II 「二人三脚登山は命懸けで イグアス山岳砲撃戦Ⅱ」 - Ninin sankyaku tozan wa inochigake de Iguasu sangaku hōgeki-sen II                                       | 18 dicembre 2015 | 28 aprile 2017   |
| 12 | In una gara d'alpinismo a tre gambe si rischia la vita - Battaglia di bombardamento sui monti Iguazú III 「二人三脚登山は命懸けで イグアス山岳砲撃戦Ⅲ」 - Ninin sankyaku tozan wa inochigake de Iguasu sangaku hōgeki-sen III                                     | 25 dicembre 2015 | 5 maggio 2017    |
| 13 | Guerra totale ad Amazon City - Combattendo a cavalluccio, abbatti i sostegni I 「騎馬戦は足元を崩すべし アマゾンシティ総力戦Ⅰ」 - Gibasen wa ashimoto o kuzusubeshi Amazon Shiti sōryoku-sen I                                                                    | 8 gennaio 2016   | 12 maggio 2017   |
| 14 | Guerra totale ad Amazon City - Combattendo a cavalluccio, abbatti i sostegni II 「騎馬戦は足元を崩すべし アマゾンシティ総力戦Ⅱ」 - Gibasen wa ashimoto o kuzusubeshi Amazon Shiti sōryoku-sen II                                                                  | 15 gennaio 2016  | 19 maggio 2017   |
| 15 | Il cimitero di rottami è una montagna di metalli rari - Battaglia di intercettazione sui resti del campo di battaglia dell'Alaska I 「ジャンクの墓はレアメタルの山 アラスカ戦場跡迎撃戦Ⅰ」 - Janku no haka wa reametaru no yama Arasuka senjō ato geigeki-sen I   | 22 gennaio 2016  | 26 maggio 2017   |
| 16 | Il cimitero di rottami è una montagna di metalli rari - Battaglia di intercettazione sui resti del campo di battaglia dell'Alaska II 「ジャンクの墓はレアメタルの山 アラスカ戦場跡迎撃戦Ⅱ」 - Janku no haka wa reametaru no yama Arasuka senjō ato geigeki-sen II | 29 gennaio 2016  | 2 giugno 2017    |
| 17 | La miniera di carbone che sparge mazzette - Blitz notturno a sorpresa sulla Penisola del Camciacta I 「札束の散らばる炭鉱 カムチャッカ半島夜間奇襲電撃戦Ⅰ」 - Satsutaba no chirabaru tankō Kamuchakka hantō yakan kishū dengeki-sen I                             | 5 febbraio 2016  | —                |
| 18 | La miniera di carbone che sparge mazzette - Blitz notturno a sorpresa sulla Penisola del Camciacta II 「札束の散らばる炭鉱 カムチャッカ半島夜間奇襲電撃戦Ⅱ」 - Satsutaba no chirabaru tankō Kamuchakka hantō yakan kishū dengeki-sen II                           | 12 febbraio 2016 | —                |
| 19 | La miniera di carbone che sparge mazzette - Blitz notturno a sorpresa sulla Penisola del Camciacta III 「札束の散らばる炭鉱 カムチャッカ半島夜間奇襲電撃戦Ⅲ」 - Satsutaba no chirabaru tankō Kamuchakka hantō yakan kishū dengeki-sen III                         | 19 febbraio 2016 | —                |
| 20 | Non si può dare un prezzo all'onore - Battaglia d'inseguimento urgente sull'isola Victoria I 「名誉に値段はつけられない ビクトリア島緊急追撃戦Ⅰ」 - Meiyo ni nedan wa tsukerarenai Bikutoria-tō kinkyū tsuigeki-sen I                                             | 26 febbraio 2016 | —                |
| 21 | Non si può dare un prezzo all'onore - Battaglia d'inseguimento urgente sull'isola Victoria II 「名誉に値段はつけられない ビクトリア島緊急追撃戦Ⅱ」 - Meiyo ni nedan wa tsukerarenai Bikutoria-tō kinkyū tsuigeki-sen II                                           | 4 marzo 2016     | —                |
| 22 | Non si può dare un prezzo all'onore - Battaglia d'inseguimento urgente sull'isola Victoria III 「名誉に値段はつけられない ビクトリア島緊急追撃戦Ⅲ」 - Meiyo ni nedan wa tsukerarenai Bikutoria-tō kinkyū tsuigeki-sen III                                         | 11 marzo 2016    | —                |
| 23 | Un Requiem per i fiori che sbocciano nel prato - Battaglia per la distruzione del Baby Magnum I 「野に咲く花に鎮魂の歌を ベイビーマグナム破壊戦Ⅰ」 - No ni saku hana ni chinkon no uta o Beibī Magunamu hakai-sen I                                               | 18 marzo 2016    | —                |
| 24 | Un Requiem per i fiori che sbocciano nel prato - Battaglia per la distruzione del Baby Magnum II 「野に咲く花に鎮魂の歌を ベイビーマグナム破壊戦Ⅱ」 - No ni saku hana ni chinkon no uta o Beibī Magunamu hakai-sen II                                             | 25 marzo 2016    | —                |

### Videogiochi
Diversi personaggi di Heavy Object compaiono nel sequel del videogioco Dengeki Bunko: Fighting Climax, un picchiaduro di SEGA i cui personaggi provengono dalle opere pubblicate sotto l'etichetta Dengeki Bunko. Quenser è un personaggio giocabile assistito da Milinda e Heivia, mentre Floretia è un personaggio di supporto.